# 812 (szám)
A 812 (római számmal: DCCCXII) egy természetes szám.

## A szám a matematikában
A tízes számrendszerbeli 812-es a kettes számrendszerben 1100101100, a nyolcas számrendszerben 1454, a tizenhatos számrendszerben 32C alakban írható fel.
A 812 páros szám, összetett szám. Téglalapszám (28 · 29). Kanonikus alakban a 22 · 71 · 291 szorzattal, normálalakban a 8,12 · 102 szorzattal írható fel. Tizenkettő osztója van a természetes számok halmazán, ezek növekvő sorrendben: 1, 2, 4, 7, 14, 28, 29, 58, 116, 203, 406 és 812.
A 812 négyzete 659 344, köbe 535 387 328, négyzetgyöke 28,49561, köbgyöke 9,32936, reciproka 0,0012315. A 812 egység sugarú kör kerülete 5101,94647 egység, területe 2 071 390,267 területegység; a 812 egység sugarú gömb térfogata 2 242 625 195,3 térfogategység.